# 猴山靈長類公園
猴山靈長類公園(Apenheul Primate Park)是位於荷蘭阿珀爾多倫的一座動物園，主要收養保育的動物是猿猴,從1971年創立後首開世界動物園先例; 讓猴子自由活動於園區內。且從最初的幾種到目前含黑猩猩、大猩猩等已超過30種。